# تقويم الأسنان

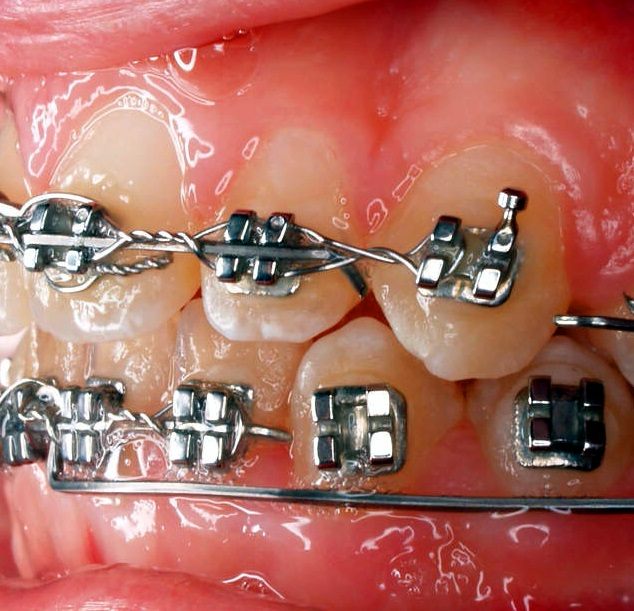
تقويم أسنان

 تقويم الأسنان (بالإنجليزية: orthodontics)‏ هو إحدى مجالات طب الأسنان التي تهتم بدراسة ومعالجة عيوب إطباق الأسنان ومشاكل الفكين (سوء إطباق الأسنان)، التشخيص والوقاية والتصحيح لأنماط العضة المنحرفة والذي قد يكون نتيجة لعدم انتظام الأسنان، أو لعلاقات الفك غير المتناسبة (بين الفكين العلوي والسفلي)، أو كليهما. يمكن أن يركز أيضًا على تعديل نمو الوجه، المعروف باسم جراحة عظام الوجه والأسنان.
المحاذاة غير الطبيعية للأسنان والفكين أمر شائع. ما يقرب من 50 ٪ من السكان، وفقًا للجمعية الأمريكية لتقويم الأسنان، يعانون من سوء إطباق شديد بما يكفي للاستفادة من علاج تقويم الأسنان.  : على الرغم من أن هذا الرقم انخفض إلى أقل من 10٪ وفقًا لبيان AAO نفسه عند الإشارة إلى تقويم الأسنان الضروري طبيًا. هناك نقص في الأدلة العلمية القوية على الفوائد الصحية لعلاج تقويم الأسنان - وهي حقيقة كانت المجلات الأكاديمية والجمعيات المهنية في مجال تقويم الأسنان بطيئة في الاعتراف بها.  يمكن أن يستغرق العلاج من عدة أشهر إلى بضع سنوات، ويشمل استخدام تقويم الأسنان والأجهزة الأخرى لتحريك الأسنان والفكين ببطء. إذا كان سوء الإطباق شديدًا جدًا، فيمكن استخدام جراحة الفك. عادة ما يبدأ العلاج قبل أن يصل الشخص إلى سن الرشد حيث يمكن تحريك العظام بسهولة أكبر عند الأطفال.
المعالجة التقويمية من الممكن أن تتعامل مع اصطفاف الأسنان فقط، أو من الممكن أن تكون بمراقبة وتعديل نمو الوجه والفكين. في الحالة الأخيرة هو أفضل تعريفها بأنها «جراحة العظام التقويمية» "dentofacial orthopedics").
المعالجة التقويمية يمكن أن تكون لأسباب جمالية بحتة فيما يتعلق بتحسين المظهر العام لأسنان المرضى، ويمكن أن تكون لإعادة بناء وتغيير المظهر الخارجي للوجه (تقويم الأسنان يُغير الثلثين الأسفلين للوجه). ومن الممكن أن تكون المعالجة التقويمية تهدف إلى إعادة وتنظيم الوظائف الفموية كالنطق والمضغ والكلام.

## التعريف العام
تقويم الأسنان مُعرّف رسميا من قِبل الجمعية الأمريكية لتقويم الأسنان بــ «مجال طب الأسنان المعني بالإشراف والتوجيه والتصحيح لنمو الهياكل والمكونات العظمية للوجه والأسنان، بما في تلك الظروف التي تتطلب تحريك الأسنان أو تصحيح العلاقة بين الأسنان وعظام الوجه من خلال تطبيق قوى معينة تحفز وتوجه نمو عظام الوجه والفك والأسنان».

## التاريخ

### قديماً

إدوارد أنجل أبو تقويم الأسنان الحديث

كان تراكب الأسنان يمثل مشكلة كبيرة لبعض الأفراد منذ العصور القديمة، وتعود محاولات تصحيحها إلى أكثر من 1000 عام قبل الميلاد. وقد تم العثور على محاولات تقويمة من العصور اليونانية والاترورية وحتى الفرعونية.
تعود أول محاولة مُسجلة لتقويم ازدحام الأسنان إلى أوليوس كورنليوس سيلسوس (25-50 ق.م.) عندما أيد فكرة تأثير ضغط الأصابع على تعديل الأسنان.
يعتبر طبيب الأسنان الفرنسي (بيير فاوشارد) مكتشف طب الأسنان الحديث عندما طور أول جهاز تقويم أسنان لتوسيع الفك.

### حديثاً
يعود علم تقويم الأسنان كعلم حديث إلى منتصف القرن التاسع عشر. من بين المساهمين المؤثرين في هذا المجال نورمان ويليام كينجسلي  (1829-1913) وإدوارد أنجل  (1855-1930). أنشأ إدوارد أنجل أول نظام بسيط لتصنيف سوء الإطباق، وهو نظام لا يزال مستخدمًا حتى اليوم. 
أول من استخدم القوة خارج الفم هو الطبيب الأمريكي (نورمان)، والطبيب (اميرسون) أول من اخترع جهازا لفتح شق الفك العلوي. والطبيب (وليام) أول من وصف ربط الأسنان بالحلقات لتحريكها وتعديلها.
حتى منتصف سبعينيات القرن الماضي، كانت الأقواس تُصنع عن طريق لف المعدن حول كل سن.  مع التقدم في المواد اللاصقة أصبح من الممكن ربط الأقواس المعدنية بالأسنان بدلاً من ذلك. 
الأمريكي إدوارد أنجل (Edward H. Angle) يعتبر أبو علم تقويم الأسنان الحديث ويعود له الفضل في وضع الكثير من طرق التقويم العصرية. وهو الذي قاد إلى أن يكون تقويم الأسنان اختصاصا مستقلا. ووصف نظاماً لتصنيف عيوب إطباق الأسنان لا تزال معتمدة حتى الآن.

## طرق تقويم الأسنان

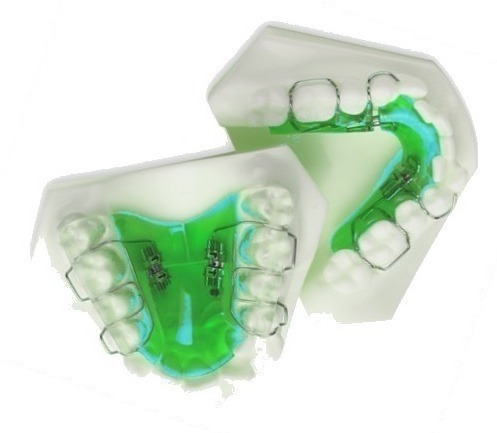
العلوي والسفلي الفك الوظيفية موسعات

يستغرق العلاج النموذجي للأسنان التي تم وضعها بشكل غير صحيح (سوء الإطباق) حوالي 1 إلى 3 سنوات حتى يكتمل، مع تغيير الأقواس بشكل طفيف كل 4 إلى 10 أسابيع من قبل المتخصصين الذين يطلق عليهم أطباء تقويم الأسنان. أخصائيو تقويم الأسنان هم متخصصون في طب الأسنان مدربون في الجامعة على الوقاية والتشخيص والعلاج من اضطرابات الأسنان والوجه. أنها توفر مجموعة واسعة من خيارات العلاج لتقويم الأسنان الملتوية، وإصلاح اللدغات السيئة ومحاذاة الفكين بشكل صحيح. توجد طرق متعددة لضبط سوء الإطباق. في حالة نمو المرضى، هناك المزيد من الخيارات لعلاج التناقضات الهيكلية، إما تعزيز النمو أو تقييده باستخدام الأجهزة الوظيفية أو أغطية الرأس التقويمية أو قناع الوجه العكسي. تبدأ معظم أعمال تقويم الأسنان خلال مرحلة الأسنان الدائمة المبكرة قبل اكتمال نمو الهيكل العظمي. إذا اكتمل نمو الهيكل العظمي، يمكن أن تكون جراحة الفك خيارًا. في بعض الأحيان يتم خلع الأسنان للمساعدة في علاج تقويم الأسنان (تُخْلَع الأسنان في حوالي نصف جميع الحالات، وغالبًا ما يتم خلع الضواحك).
يمكن أن يشمل علاج تقويم الأسنان استخدام الأجهزة الثابتة أو القابلة للإزالة. يتم تقديم غالبية علاج تقويم الأسنان باستخدام أجهزة مثبتة في مكانها،  على سبيل المثال باستخدام الأقواس التي يتم لصقها بالأسنان باستخدام مواد لاصقة. يمكن للأجهزة الثابتة أن تتمتع بتحكم ميكانيكي أكبر في الأسنان وتكون نتيجة العلاج أكبر باستخدام الأجهزة الثابتة.
تستخدم الأجهزة الثابتة، على سبيل المثال، لتدوير الأسنان التي لا تتناسب مع شكل قوس الأسنان الأخرى، أو لنقل عدة أسنان إلى أماكن مختلفة، أو لتغيير زاوية الأسنان، أو لتغيير موضع جذر السن. لا يُفضل إذا كان المريض يعاني من سوء نظافة الفم (حيث يمكن أن يؤدي ذلك إلى إزالة الكلس وتسوس الأسنان ومشاكل أخرى)، إذا لم يكن المريض متحمسًا (حيث يستمر العلاج لعدة أشهر ويلزم الالتزام بنظافة الفم)، أو إذا كانت سوء الإطباق خفيفة.

### 1- الأقواس / جهاز تقويم الأسنان الثابت (Fixed Braces)

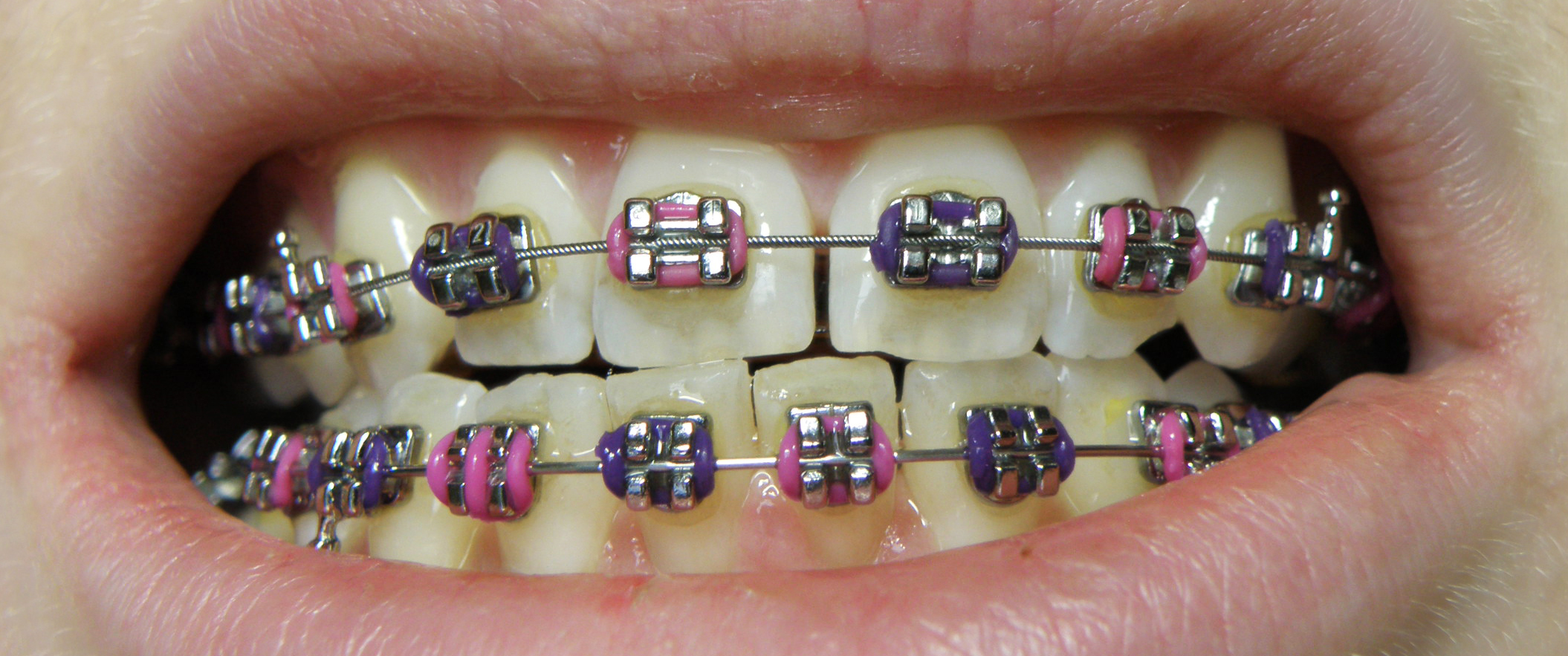
تقويم الأسنان.

توضع الدعامات عادة على الجانب الأمامي للأسنان، ولكن يمكن أيضًا وضعها على الجانب المواجه للسان (تسمى الأقواس اللسانية). يتم ربط الأقواس المصنوعة من الفولاذ المقاوم للصدأ أو البورسلين بمركز الأسنان باستخدام مادة لاصقة. يتم وضع الأسلاك في فتحة بين قوسين مما يسمح بالتحكم في الحركة في جميع الأبعاد الثلاثة.
بصرف النظر عن الأسلاك، يمكن تطبيق القوى باستخدام الأربطة المرنة،  ويمكن استخدام النوابض لفصل الأسنان عن بعضها أو لسد الفجوة. يمكن ربط العديد من الأسنان معًا باستخدام أربطة ويمكن وضع أنواع مختلفة من الخطافات للسماح بتوصيل شريط مرن. 
تعتبر التقويمات الشفافة بديلاً لتقويم الأسنان، ولكن لا توجد أدلة كافية لتحديد فعاليتها.
يُعد الأكثر استخداماً من بين أجهزة التقويم، ولا يستطيع الشخص إزالته من تلقاء نفسه، يتكون من دعائم الأقواس (Brackets) بحيث تلتصق بالسطح الخارجي لكل سن، وتوصل الدعائم مع بعضها باستخدام أسلاك.
يصنع التقويم الثابت غالباً من المعدن، ولكن قد يكون هناك خيارات أخرى، مثل: المعدن الشفاف، التقويم الخزفي المصنوع من السيراميك، أو تقويم معدني مثبت على الأسطح الداخلية للأسنان.

#### مدة العلاج
يختلف الوقت اللازم لإجراء تقويم الأسنان من شخص لآخر، حسب شدة المشكلة؛ مقدار الغرفة المتاحة المسافة التي يجب أن تقطعها الأسنان؛ صحة الأسنان واللثة والعظام الداعمة؛ ومدى التزام المريض باتباع التعليمات. في المتوسط، ومع ذلك، بمجرد وضع الأقواس، فإنها تبقى في مكانها عادة لمدة سنة إلى ثلاث سنوات. بعد إزالة المشابك، سيحتاج معظم المرضى إلى ارتداء مثبت طوال الوقت خلال الأشهر الستة الأولى، ثم أثناء النوم لسنوات عديدة.

### 2- جهاز تقويم الأسنان المتحرك
يعالج هذا التقويم مشاكل صغيرة، مثل: الاعوجاج الطفيف للأسنان ومشكلة مص الإبهام، لا يسمح بإزالة هذا التقويم إلا عند تناول الطعام أو الحاجة لتنظيف الأسنان أو تنظيف الجهاز نفسه، ومن الأمثلة عليه: منظمات الاستقامة، المثبتات، الموسع الحنكي*.

### 3- مِترسة الرأس / أغطية الرأس (Headgear)
غطاء رأس تقويم الأسنان - يشار إليه أحيانًا باسم «جهاز خارج الفم» - هو أسلوب علاجي يتطلب من المريض ربط جهاز على رأسه أو رأسها للمساعدة في تصحيح سوء الإطباق - يُستخدم عادةً عندما لا تتم محاذاة الأسنان بشكل صحيح. غالبًا ما تستخدم أغطية الرأس جنبًا إلى جنب مع الأقواس أو أجهزة تقويم الأسنان الأخرى. بينما تصحح الدعامات وضع الأسنان، فإن أغطية الرأس التقويمية - التي يتم ارتداؤها أو ربطها على رأس المريض كما يوحي الاسم - تُضاف غالبًا إلى علاج تقويم الأسنان للمساعدة في تغيير محاذاة الفك، على الرغم من وجود بعض المواقف التي يمكن أن يساعد مثل هذا الجهاز في تحريك الأسنان، وخاصة الأضراس.
مهما كان الغرض، تعمل أغطية الرأس التقويمية عن طريق الضغط على المشابك عبر الخطافات، وقوس الوجه، والملفات، والأربطة المرنة، والأربطة المعدنية لتقويم الأسنان، وغيرها من الأجهزة القابلة للتثبيت مباشرة في فم المريض. إنه أكثر فعالية للأطفال والمراهقين لأن فكيهم لا يزالان في طور النمو ويمكن التلاعب بهما بسهولة. (إذا تم تزويد شخص بالغ بغطاء رأس، فعادة ما يكون ذلك للمساعدة في تصحيح وضع الأسنان التي تحولت بعد خلع الأسنان الأخرى.) وهكذا قبعة يستخدم عادة لعلاج عدد من محاذاة الفك أو لدغة مشاكل مثل تراكب العضة (underbite).
تستخدم مترسة الرأس أو حزام الرأس خارج الفم، وغالباً ما يتم ذلك تزامناً مع التقويم لتعديل مشكلة سوء الإطباق، والذي مبدأ عمله هو توليد ضغط على التقويم من خلال لفائف (Coils) وخطافات (Hocks) وأربطة تقويم وغيرها، وتعطي أفضل النتائج عندما يكون الفك قيد النمو للأطفال واليافعيه لم يعد استخدامها شائعاً كما كان سابقاً، لكنها ليست معدومة.

### 4- جراحة الفك
بعض حالات التقويم تحتاج إلى تدخّل جراحي تتلخص في تقديم أو إرجاع الفك (العلوي أو السفلي) أو كليهما معا. بحيث يكون غرض الجراحة الفك الأساسي إصلاح سوء الإطباق الشديد. يتم كسر العظم أثناء الجراحة ويتم تثبيته بألواح ومسامير من التيتانيوم (أو قابلة للامتصاص بيولوجيًا) للسماح بحدوث الشفاء. بعد الجراحة، يتم استخدام علاج تقويم الأسنان المنتظم لنقل الأسنان إلى وضعها النهائي.

### أثناء العلاج
لتقليل الألم أثناء علاج تقويم الأسنان، يمكن استخدام العلاج بالليزر منخفض المستوى (LLLT) أو الأجهزة الاهتزازية أو ملحقات المضغ أو موسيقى الموجات الدماغية أو العلاج السلوكي المعرفي. ومع ذلك، فإن الأدلة الداعمة منخفضة الجودة والنتائج غير حاسمة.

### بعد العلاج
بعد الانتهاء من علاج تقويم الأسنان، هناك ميل للأسنان للعودة، أو الانتكاس، إلى مواقع ما قبل العلاج. أكثر من 50 ٪ من المرضى لديهم بعض الارتداد إلى أوضاع ما قبل العلاج في غضون 10 سنوات بعد العلاج. لمنع الانتكاس، وسيتم تقديم غالبية المرضى التجنيب بمجرد الانتهاء العلاج، وسوف تستفيد من ارتداء الخدم. يمكن أن تكون الخدم ثابتة أو قابلة للإزالة.

#### الخدم القابلة للإزالة

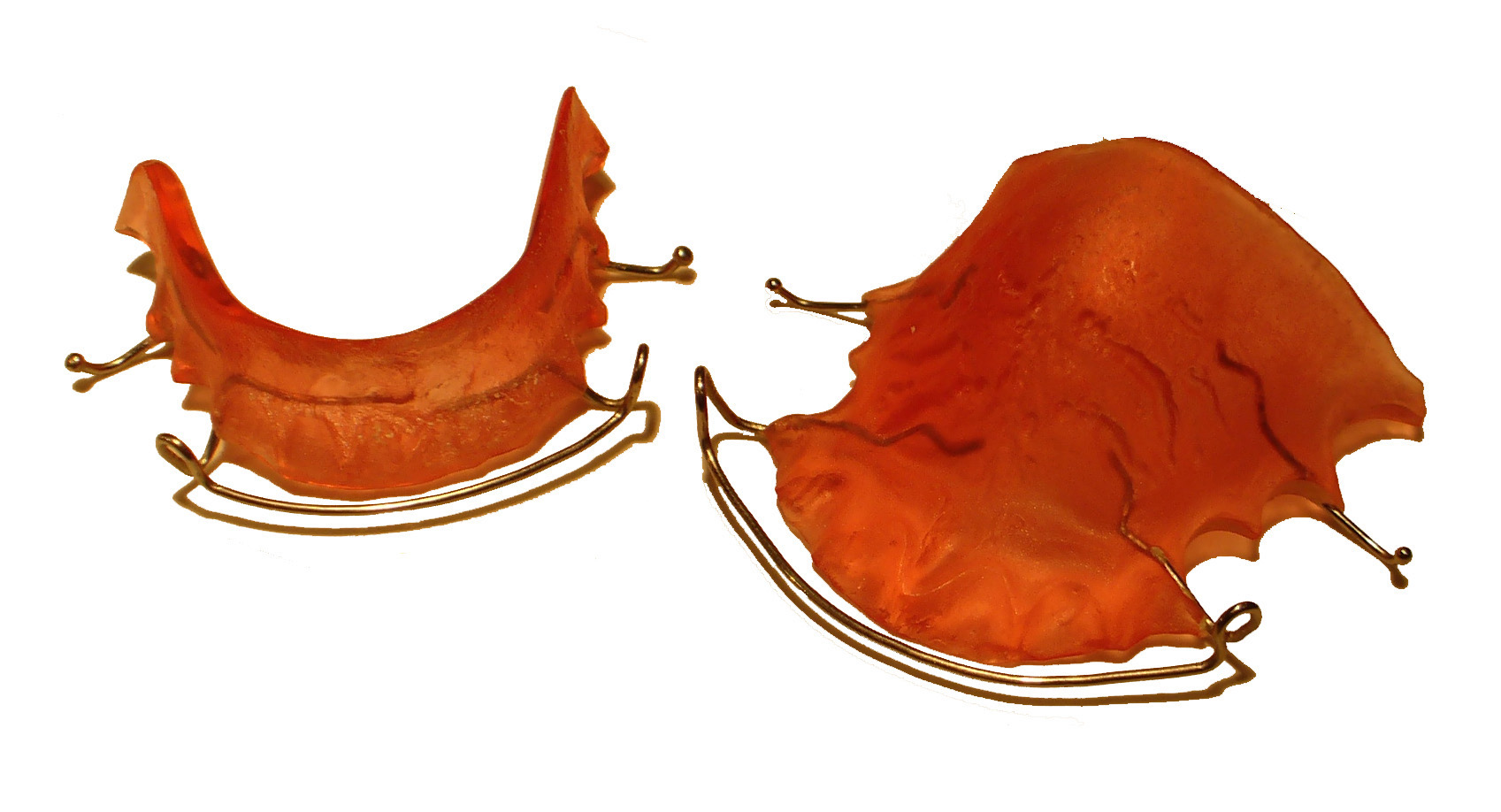
أجهزة تثبيت (هاولي)

تصنع المثبتات القابلة للإزالة من البلاستيك الشفاف، وهي مصممة خصيصًا لفم المريض. إنه ذو نوبة محكمة ويحافظ على جميع الأسنان في موضعها. هناك أنواع عديدة من العلامات التجارية لمواد التثبيت الشفافة بما في ذلك زندورا و إسكس ريتينر وفيفيرا ريتينر. مثبت هاولي هو أيضًا جهاز تقويم أسنان قابل للإزالة مصنوع من مزيج من البلاستيك والمعدن المصبوب خصيصًا ليلائم فم المريض. سيتم ارتداء المثبتات القابلة للإزالة لفترات زمنية مختلفة حسب حاجة المريض لتثبيت الأسنان.

#### الخدم الثابتة
المثبتات الثابتة عبارة عن سلك بسيط يتم تثبيته في الجزء المواجه للسان من القواطع باستخدام مادة لاصقة للأسنان ويمكن أن تكون مفيدة بشكل خاص لمنع الدوران في القواطع. يمكن أن تشمل الأنواع الأخرى من المثبتات الثابتة الأقواس الشفوية أو اللسانية، مع الأقواس المثبتة على الأسنان. 

### التوسع الحنكي*
يمكن تحقيق توسيع الحنك باستخدام الأجهزة الثابتة أو القابلة للإزالة.

## الحالات التي يلزم لها تركيب تقويم أسنان

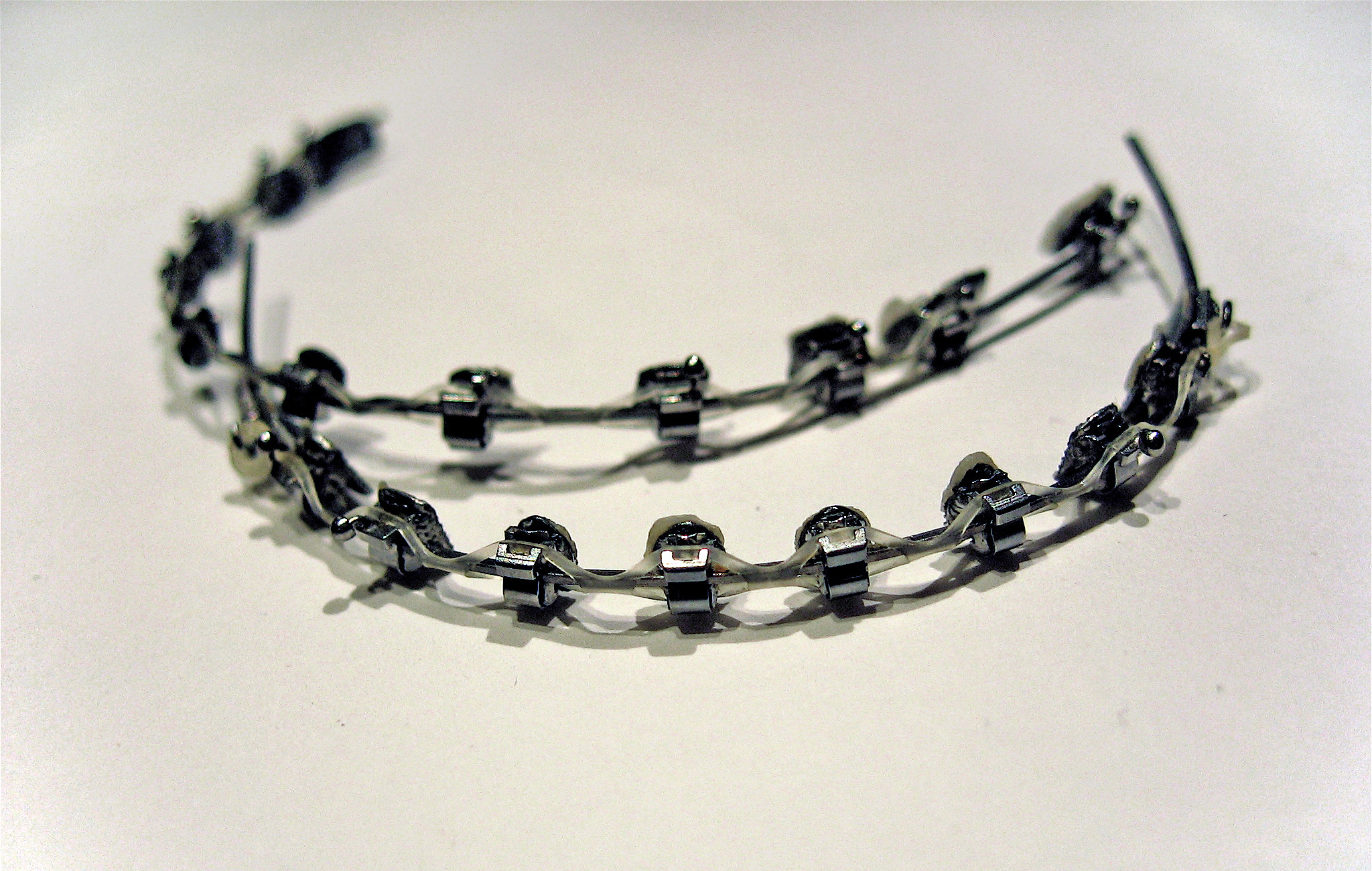
بريكيت لتقويم الأسنان هو من أحدث طرق التقويم

هناك مشاكل تستلزم تركيب تقويم للأسنان، منها:

### 1. بروز الأسنان العلوية الأمامية
وهذا من أكثر الأسباب شيوعاً لتركيب التقويم.

### 2. تزاحم الأسنان
ويحدث عند الأشخاص الذين عندهم فك ضيق لا يتسع لكافة الأسنان، مما يؤدي إلى تزاحمها.

### 3. الأسنان المطمورة
انطمار الأسنان هو عدم خروج السن من اللثة، حيث قد لا تظهر بعض أسنان البالغين بسبب نموها في غير موقعها.

### 4. الإطباق العميق
وهو أن تغطي الأسنان السفلية نسبة كبيرة من الأسنان العلوية عند الإطباق.

### 5. الإطباق المفتوح
وهو عدم إطباق الأسنان العلوية الأمامية على السفلية، فيكون هناك فراغ، وتكون هذه المشكلة في الغالب نتيجة مص الإبهام في الطفولة لفترة طويلة.

## أسباب عيوب إطباق الأسنان

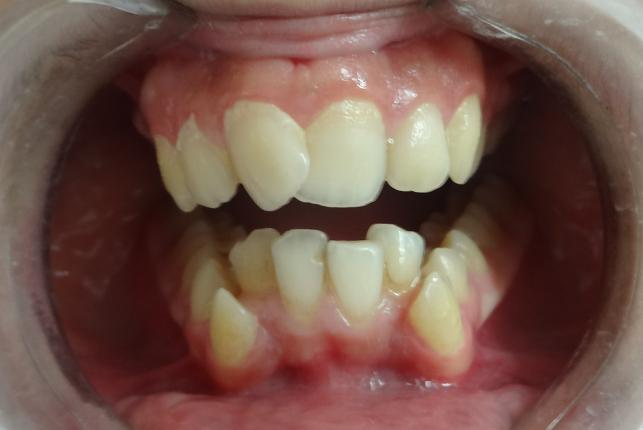
أسنان مزدحمة

أسباب عيوب إطباق الأسنان عديدة، منها:
1. عدم تناسق حجم الأسنان مع حجم الفك.
2. زيادة أو نقصان عدد الأسنان.
3. بعض الأمراض الوراثية.
4. تعرض الجنين أو الطفل إلى عوامل خارجية.
5. بعض العادات السيئة مثل مصّ الأصابع، والاستخدام المتكرر للمصاصة (اللهاية) للأطفال.
6. القلع المبكر للأسنان اللبنية.
7. القلع المتأخر للأسنان اللبنية.
8. سوء العناية بالأسنان، وعدم الاهتمام بها
9. التنفس الفموي.

## عواقب عدم انتظام الأسنان
تترتب على عيوب إطباق الاسنان عواقب عديدة منها:
1. تسوس الأسنان.
2. التسبب بالتهابات اللثة
3. أمراض ما حول الأسنان.
4. التعرض للكسر (خاصة القواطع الأمامية) وسقوط بعض الأسنان
5. مشاكل عملية مضغ الطعام.
6. مشاكل النطق والكلام.
7. طمر الأسنان.
8. مشاكل في المفصل الفكي.
9. تأثيرات نفسية.

## تصنيف عيوب إطباق الأسنان
حسب تصنيف أنجل تصنف عيوب إطباق الأسنان إلى:
- الصنف الأول.
- الصنف الثاني.
- الصنف الثالث.

## فحص وتشخيص عيوب الإطباق
إن عملية فحص وتشخيص عيوب الإطباق ووضع خطة العلاج من الخطوات المهمة في علاج تقويم الأسنان وهذه الخطوة تتضمن:
1. تاريخ الحالة.
2. الفحص العام.
3. الفحص الداخلي والخارجي للوجه والأسنان.
4. الفحوصات الوظيفية.
5. دراسة قوالب الأسنان.
6. الفحوصات الشعائية.
7. الصور الفوتوغرافية.

## قلع الأسنان في تقويم الأسنان
أحيانا يحتاج عملية تقويم الأسنان إلى قلع بعض الأسنان الدائمة وأكثر حالات القلع هي لسنّ الناجذ الأول. ولا يُستبعد في عملية تقويم الأسنان قلع أي سن آخر غير الناجذ الأول.
من أجل الحفاظ على صحة الاسنان، وتجنب الحالة التي يكون فيها الولد مضطرا للخضوع لقلع الاسنان والعلاجات الأخرى، يجب التاكد من أن الطفل يقوم بالحفاظ على نظافة فمه من خلال فرك أسنانه بالفرشاة بالشكل صحيح واستخدام الخيط الطبي باستمرار.

## شهادة تخصص تقويم الأسنان
هناك العديد من المجالات التخصصية في طب الأسنان، ولكن تخصص تقويم الأسنان كان أول تخصص معترف به في طب الأسنان. على وجه التحديد، اعترفت جمعية طب الأسنان الأمريكية بتقويم الأسنان كتخصص في الخمسينيات من القرن الماضي.  كل دولة لديها نظامها الخاص لتدريب وتسجيل أخصائي تقويم الأسنان.

### أستراليا
في أستراليا، للحصول على شهادة جامعية معتمدة بدوام كامل لمدة ثلاث سنوات في تقويم الأسنان، ستحتاج إلى أن تكون طبيب أسنان مؤهلًا (أكمل درجة طب الأسنان العامة المسجلة في AHPRA) مع خبرة إكلينيكية لا تقل عن سنتين. هناك العديد من الجامعات في أستراليا التي تقدم برامج تقويم الأسنان: جامعة أديلايد، جامعة ملبورن، جامعة سيدني، جامعة كوينزلاند، جامعة أستراليا الغربية، جامعة أوتاجو. دورات تقويم الأسنان معتمدة من قبل مجلس طب الأسنان الأسترالي ومراجعتها من قبل الجمعية الأسترالية لأخصائيي تقويم الأسنان (ASO). يجب على المتقدمين المحتملين الحصول على معلومات من المؤسسة ذات الصلة قبل التقدم للقبول. بعد الانتهاء من درجة علمية في تقويم الأسنان، يتعين على المتخصصين أن يكونوا مسجلين لدى وكالة تنظيم ممارسي الصحة الأسترالية (AHPRA) من أجل الممارسة. 

### بنغلاديش
كلية دكا لطب الأسنان في بنغلاديش هي واحدة من العديد من المدارس المعترف بها من قبل مجلس بنغلاديش للطب وطب الأسنان (BM&DC) التي تقدم دورات تقويم الأسنان بعد التخرج.  قبل التقديم لأي دورات تدريبية بعد التخرج، يجب أن يكون المتقدم قد أكمل اختبار بكالوريوس جراحة الأسنان (BDS) من أي كلية طب أسنان.  بعد التقديم، يجب على مقدم الطلب إجراء اختبار القبول الذي تعقده الكلية المحددة.  عند النجاح، يخضع المرشحون المختارون للتدريب لمدة ستة أشهر.

### كندا
في كندا، سيكون الحصول على شهادة في طب الأسنان، مثل دكتوراه في جراحة الأسنان (DDS) أو دكتور في طب الأسنان الطبي (DMD)، مطلوبًا قبل أن يتم قبولك من قبل مدرسة للتدريب على تقويم الأسنان. حاليًا، هناك 10 مدارس في الدولة تقدم تخصص تقويم الأسنان.  يجب على المرشحين الاتصال بالمدرسة الفردية مباشرة للحصول على أحدث المتطلبات المسبقة قبل الالتحاق.  تتوقع جمعية طب الأسنان الكندية أن يكمل أطباء تقويم الأسنان ما لا يقل عن عامين من التدريب التخصصي لما بعد الدكتوراه في تقويم الأسنان في برنامج معتمد، بعد التخرج من درجة طب الأسنان.

### باكستان
في باكستان للتسجيل كطالب أو مقيم في دورة تقويم الأسنان بعد التخرج المعتمدة من قبل المجلس الباكستاني للطب وطب الأسنان، يجب أن يتخرج طبيب الأسنان بدرجة بكالوريوس في جراحة الأسنان (BDS) أو ما يعادلها. يمتلك المجلس الباكستاني للطب وطب الأسنان (PMDC) برنامجًا معترفًا به في تقويم الأسنان  باعتباره ماجستير في تقويم الأسنان وتقويم الأسنان (MDS) وتقويم الأسنان باعتباره برنامجًا للدراسات العليا لمدة 4 سنوات، ويتم إجراء هذا الأخير من قبل CPSP باكستان.

### الولايات المتحدة الأمريكية
على غرار كندا، هناك العديد من الكليات والجامعات في الولايات المتحدة التي تقدم برامج تقويم الأسنان. كل مدرسة لديها عملية تسجيل مختلفة، ولكن يجب على كل متقدم أن يكون قد تخرج مع DDS أو DMD من مدرسة طب أسنان معتمدة.  يعتبر الدخول في برنامج تقويم الأسنان المعتمد تنافسيًا للغاية، ويبدأ باجتياز امتحان ترخيص وطني أو حكومي.
يستمر البرنامج عمومًا لمدة سنتين إلى ثلاث سنوات، وبحلول العام الأخير، يجب على الخريجين إكمال اختبار المجلس الأمريكي لتقويم الأسنان (ABO) المكتوب.  ينقسم هذا الاختبار أيضًا إلى مكونين: امتحان تحريري وامتحان سريري.  الامتحان الكتابي هو اختبار شامل يختبر معرفة المتقدم بالعلوم الأساسية والمفاهيم السريرية.  ومع ذلك، فإن الاختبار السريري يتكون من فحص شفوي لحالة مجلس الإدارة (BCOE)، وفحص تقرير حالة (CRE)، وفحص شفوي لتقرير حالة (CROE).  بمجرد التصديق، يجب تجديد الشهادة كل عشر سنوات.  يمكن لبرامج تقويم الأسنان منح درجة الماجستير في العلوم أو درجة دكتوراه في العلوم أو درجة دكتوراه الفلسفة اعتمادًا على متطلبات المدرسة والبحث الفردي.

### المملكة المتحدة
في جميع أنحاء المملكة المتحدة، هناك العديد من وظائف مسجل التدريب المتخصص في تقويم الأسنان. البرنامج بدوام كامل لمدة ثلاث سنوات، وعند الانتهاء، يتخرج المتدربون بدرجة الماجستير أو الدكتوراه.  قد يتم التدريب داخل أقسام المستشفى المرتبطة بمدارس طب الأسنان المعترف بها.  يسمح الحصول على شهادة إتمام التدريب التخصصي (CCST) لأخصائي تقويم الأسنان بالتسجيل في المجلس العام لطب الأسنان (GDC).  يمكن لاختصاصي تقويم الأسنان تقديم الرعاية في إطار رعاية أولية، ولكن للعمل في المستشفى كمستشار تقويم الأسنان، يلزم تدريب أعلى مستوى كمتدرب بعد CCST.  للعمل ضمن بيئة جامعية، كمستشار أكاديمي، يلزم أيضًا إكمال البحث للحصول على درجة الدكتوراه. 

## معرض صور

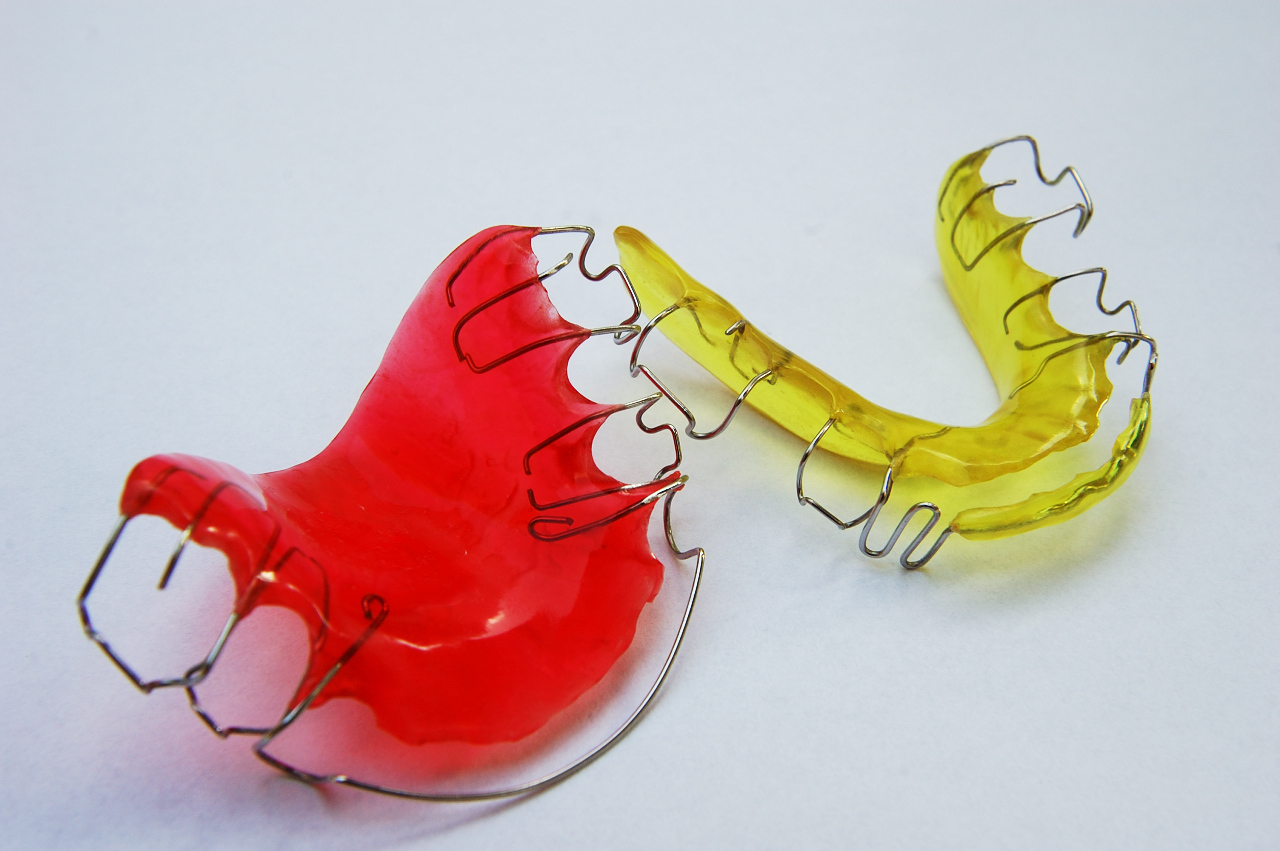
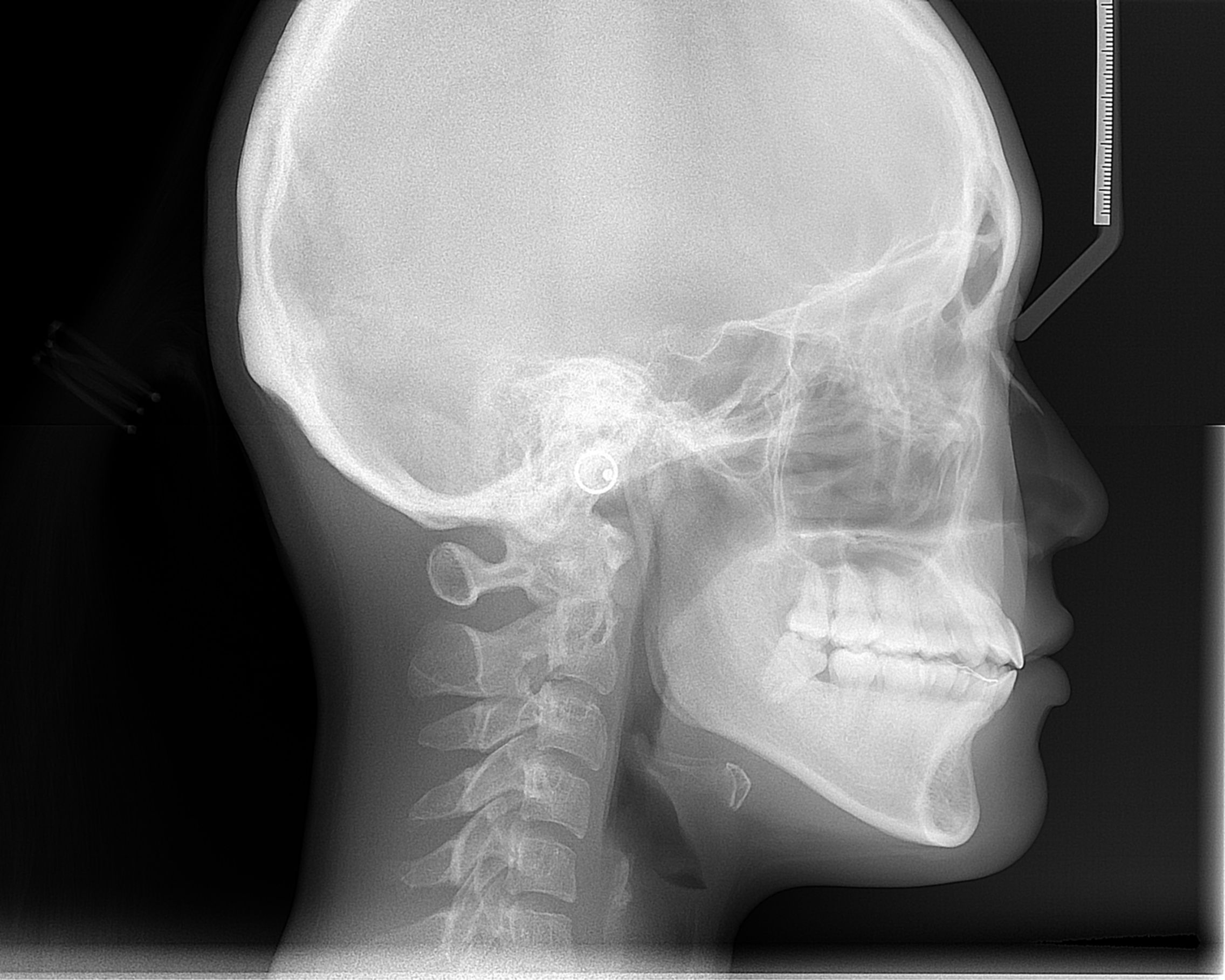
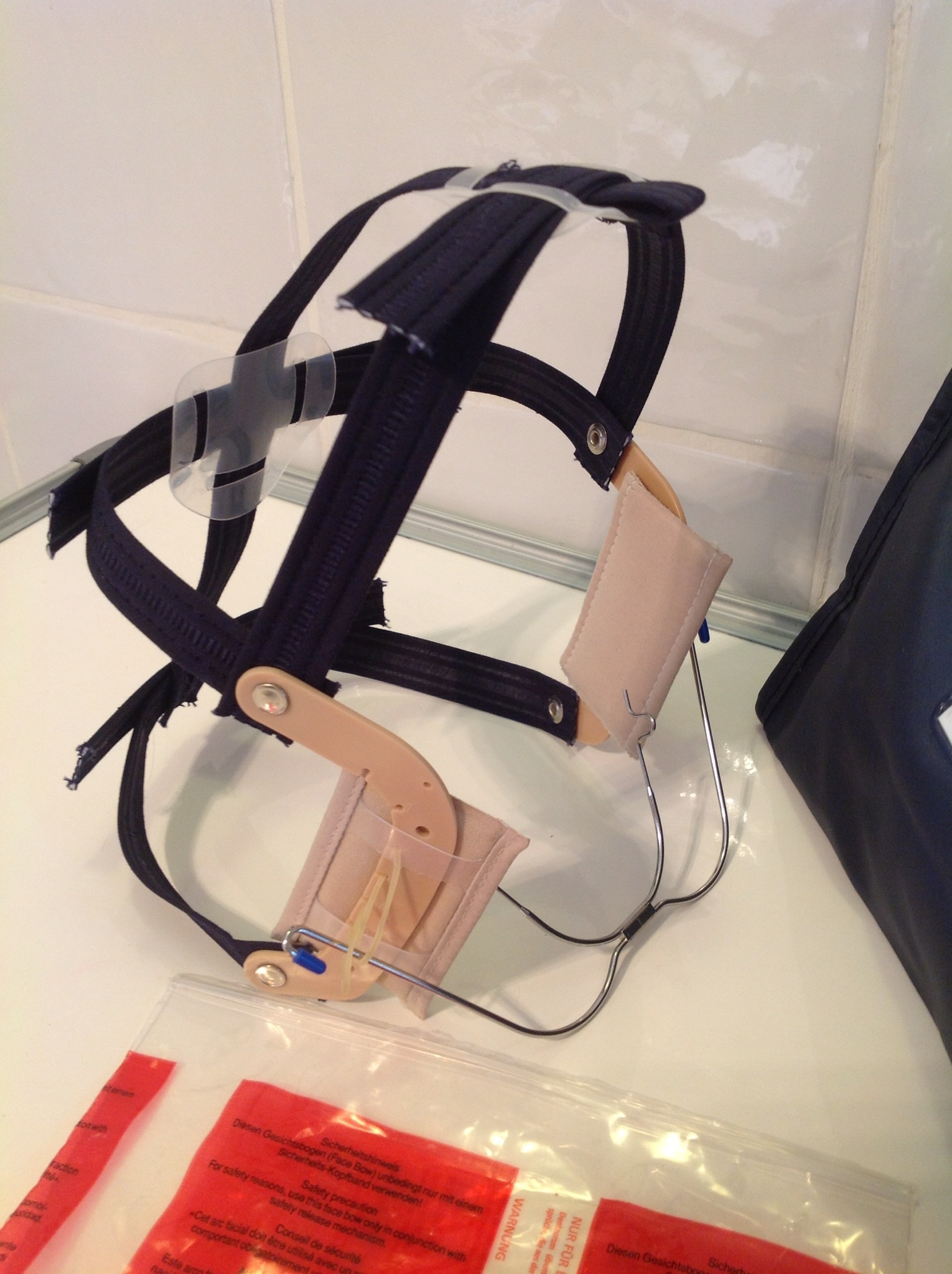
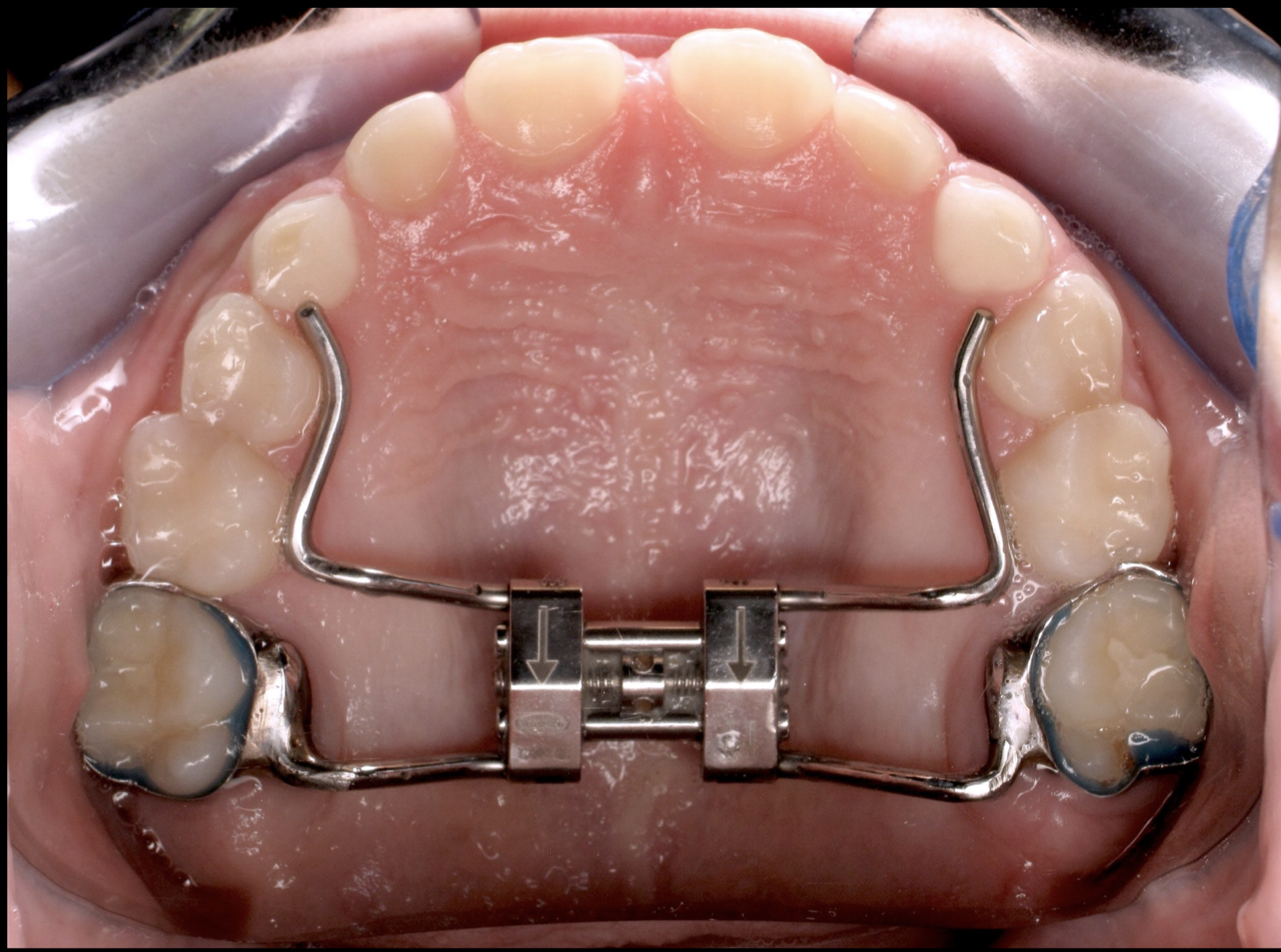

## وصلات خارجية
- ويب طب - صحة الأسنان
- المنظمة الأمريكية لأطباء لتقويم الأسنان